# ظفر علی خان
ظفر علی خان (۱۸۷۳–۲۷ نوامبر ۱۹۵۶) که همچنین به عنوان مولانا ظفر علی خان نیز معروف است؛ نویسنده، شاعر، مترجم و روزنامه‌نگار پاکستانی بود که نقش مهمی در جنبش پاکستان علیه استعمار انگلیس ایفا کرد. جدا از علوم دینی اسلامی، وی از جدیدترین نظریه‌های اقتصاد، جامعه‌شناسی و سیاست به خوبی آگاهی داشت؛ وی را «پدر روزنامه‌نگاری اردو» نامیده‌اند.

## زندگانی
ظفر در یک خانواده پنجابی در قبیله جانجووا در کوت مارات، منطقه سیکلک، که در آن زمان بخشی از مستعمره انگلیس بود متولد شد. او تحصیلات ابتدایی خود را در دبیرستانی در وزیرآباد منطقه گجرانوالا گذراند. در مدرسه پاتالیا پایه دهم را گذراند و دوره متوسطه (پایه دوازدهم) خود را در دانشکده علیگر به پایان رساند. او پس از دوران موقتی کار کردن در دولت، دوباره به دانشگاه علیگر بازگشت و مدرک لیسانس خود را از آنجا کسب کرد.

## حرفه
پس از فارغ‌التحصیلی از دانشگاه علیگر، مدتی به امر ترجمه مشغول شد، با اهتمام وی در کار، به مقام دبیری در وزارت امور داخله هند رسید.

## شعر
علاقه ظفر علی خان به شعر از کودکی شروع شد، او اشعارش را به زبان پنجابی می‌نوشت و اشعارش دارای احساسات مذهبی و سیاسی بالایی بود. اشعار و نثر شعرگونه او شامل بهارستان، نگارستان و چمنستان است. آثار دیگر وی قلباح روم، سیر ذوالمت و اپرای جانگ روس-ژاپن است.

## مرگ
وی در ۲۷ نوامبر سال ۱۹۵۶ در وزیرآباد، پنجاب درگذشت. نماز و خاکسپاری وی توسط دوست صمیمی‌اش محمد عبدالغفور هزاروی انجام شد.

## بزرگداشت‌ها
استادیوم صحیوال، یک استادیوم چند منظوره در پنجاب به افتخار وی به ورزشگاه ظفر علی تغییر نام یافت. این ورزشگاه برای بازی‌های فوتبال و کریکت استفاده می‌شود که گنجایش ۱۰٬۰۰۰ نفر در خود را دارد. وی در خدمت جنبش پاکستان بود و به عنوان پدر روزنامه‌نگاری زبان اردو شناخته می‌شود. [۳] [۹] دولت پاکستان هرساله جایزه‌ای به نام ظفر علی خان را به خبرنگاران برتر پاکستان اهدا می‌کند.

## کتابها
برخی از آثار منتشر شده قابل توجه وی شامل موارد زیر است:

### شعر
- بهارستان
- نگارستان
- چمنستان
- رهارستان
- ارمغان قدیان
- دیوان مولانا ظفر علی خان
- سابسیات
- نشید شیراز، مجموعه اشعار و مقالات فارسی منتشر شده در نشریات مختلف
- خمستان حجاز، دربارهٔ محمد پیامبر اسلام

### نمایشنامه
- نمایشنامه‌ای از جنگ ژاپن-روسیه، ۱۹۰۴–۱۹۰۵

### ترجمه‌ها
- جانگل بوک، ترجمه اردو از انگلیسی کتاب جنگل رودارد کیپلینگ
- ال فاروک: زندگی عمر بزرگ، ترجمه انگلیسی از زبان اردو شیبلی نومنی ال فاروک، شرح حال عمر بن خطاب